# Lêmure
Lêmure (português brasileiro) ou lémure (português europeu) é a denominação atribuída às espécies de primatas esprepsirrinos que pertencem à superfamília Lemuroidea ou infraordem Lemuriformes, a depender do critério de classificação. Todas as espécies conhecidas (tanto as viventes quanto as extintas) são endêmicas da ilha de Madagascar (África), no que apenas duas também ocorrem em Comores — provavelmente introduzidas por seres humanos. Apesar de apresentarem uma limitada distribuição geográfica, os lêmures configuram-se como um grupo morfologicamente diversificado, ocupando uma grande variedade de nichos ecológicos. Expressam hábito arborícola, sendo que as espécies, geralmente, são diurnas ou crepusculares. Desse modo, correspondem a um clado de expressiva diversidade dentro do grupo dos primatas, havendo cinco famílias extantes: Cheirogaleidae, Lemuridae, Lepilemuridae, Indriidae e Daubentoniidae, que denotam um total de 15 gêneros e cerca de 100 espécies (por volta de 15% das espécies atuais de primatas); além de três famílias levadas à extinção pela ação antrópica: Archaeolemuridae, Palaeopropithecidae e Megaladapidae.

## Filogenia e taxonomia
Lêmures são primatas estrepsirrinos extremamente diversificados em termos ecológicos e fenotípicos que pertencem à superfamília Lemuroidea (ou infraordem Lemuriformes, a depender da classificação). Todas as espécies conhecidas, tanto as fósseis quanto as extantes, são endêmicas de Madagascar e Comores (África) (nessa última, provavelmente levadas por humanos). Não há consenso nos estudos filogenéticos sobre as relações de parentesco entre as diferentes linhagens (famílias) de lêmures entre si, sendo as hipóteses ainda muito controversas. Não obstante, tem-se bem estabelecido que esses organismos configuram um grupo monofilético, irmão do clado formado pelos lorisídeos e galagonídeos (superfamília Lorisoidea ou infraordem Loriformes, a depender da classificação). Ademais, a posição basal dos Daubentoniidae (aie-aie como o único representante vivo) é, frequentemente, suportada. Desse modo, os Lemuroidea e Lorisoidea são agrupados em um clado de grau hierárquico superior, a infraordem Lemuriformes. Dentre as diversas características compartilhadas pelos Lemuriformes, pode-se destacar a projeção dos dentes caninos e incisivos, que são justapostos, formando um pente dental; além de garras, em vez de unhas, no segundo dedo (membros inferiores). Essas estão associadas ao hábito de catação apresentado por esses organismos. Ademais, características gerais compartilhadas também incluem a presença de uma barra pós-orbital e uma membrana externa da narina que é conectada ao lábio superior.

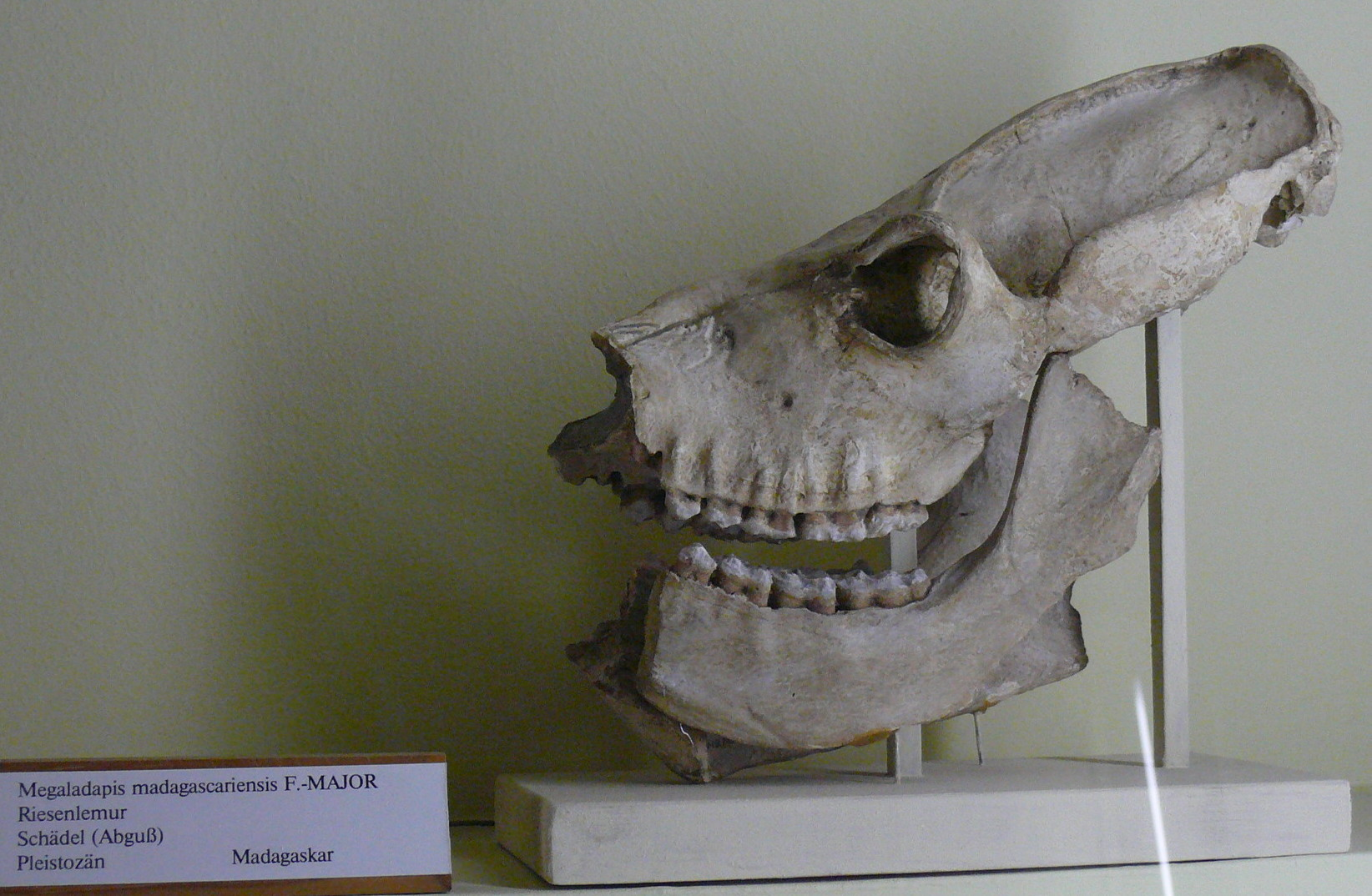
Crânio de Megaladapsis madagascariensis (Megaladapidae).

De expressiva biodiversidade no grupo dos primatas (correspondendo a mais de 15% das espécies viventes, restritas a uma área menor que 0,4% das superfícies terrestres), os lêmures atuais estão classificados em cinco famílias: Cheirogaleidae, Lemuridae, Lepilemuridae, Indriidae e Daubentoniidae, sendo que essas se ramificam em 15 gêneros e cerca de 100 espécies. O tamanho dessas é extremamente variável, desde os lêmures-rato, com apenas 23–29 cm (60 g) (menor primata vivo), até os indris, com 64–72 cm (10 kg). À época da colonização de Madagascar pelos seres humanos (c. 2000 AP), a região apresentava uma diversidade faunística superior à atual, que começou a declinar a partir de então. Pelo menos 17 espécies de lêmures (de 9 gêneros) foram extintas em decorrência da ação antrópica — e as famílias Archaeolemuridae, Palaeopropithecidae e Megaladapidae desapareceram. Como muitas dessas espécies eram maiores que as viventes e algumas compunham a megafauna da região, receberam a alcunha de lêmures-gigantes. Os lêmures-preguiça (Palaeopropithecidae), por exemplo, poderiam apresentar uma massa corpórea de cerca de 160 kg; e os lêmures-coala (Megaladapidae) chegavam até 88 kg.
Por meio de evidências genéticas e morfológicas, estima-se que a grande diversidade atualmente verificada de lêmures deriva de um evento de colonização de Madagascar por um primata ancestral há cerca de 55-60 milhões de anos (monofiletismo). Como esse evento parece ser ulterior à separação da ilha de outras massas continentais por milhões de anos, especula-se então que esse ancestral pode ter se estabelecido por meio de dispersão oceânica através do canal de Moçambique ou, até mesmo, por outro mecanismo biogeográfico. A partir disso, deve ter ocorrido processos de diversificação das linhagens, condicionadas, provavelmente, por um período de acentuadas mudanças climáticas e surgimento de florestas e pela colonização da ilha por outros mamíferos competidores, culminando com a atual ocupação ampla de nichos ecológicos.

## Distribuição e hábitats

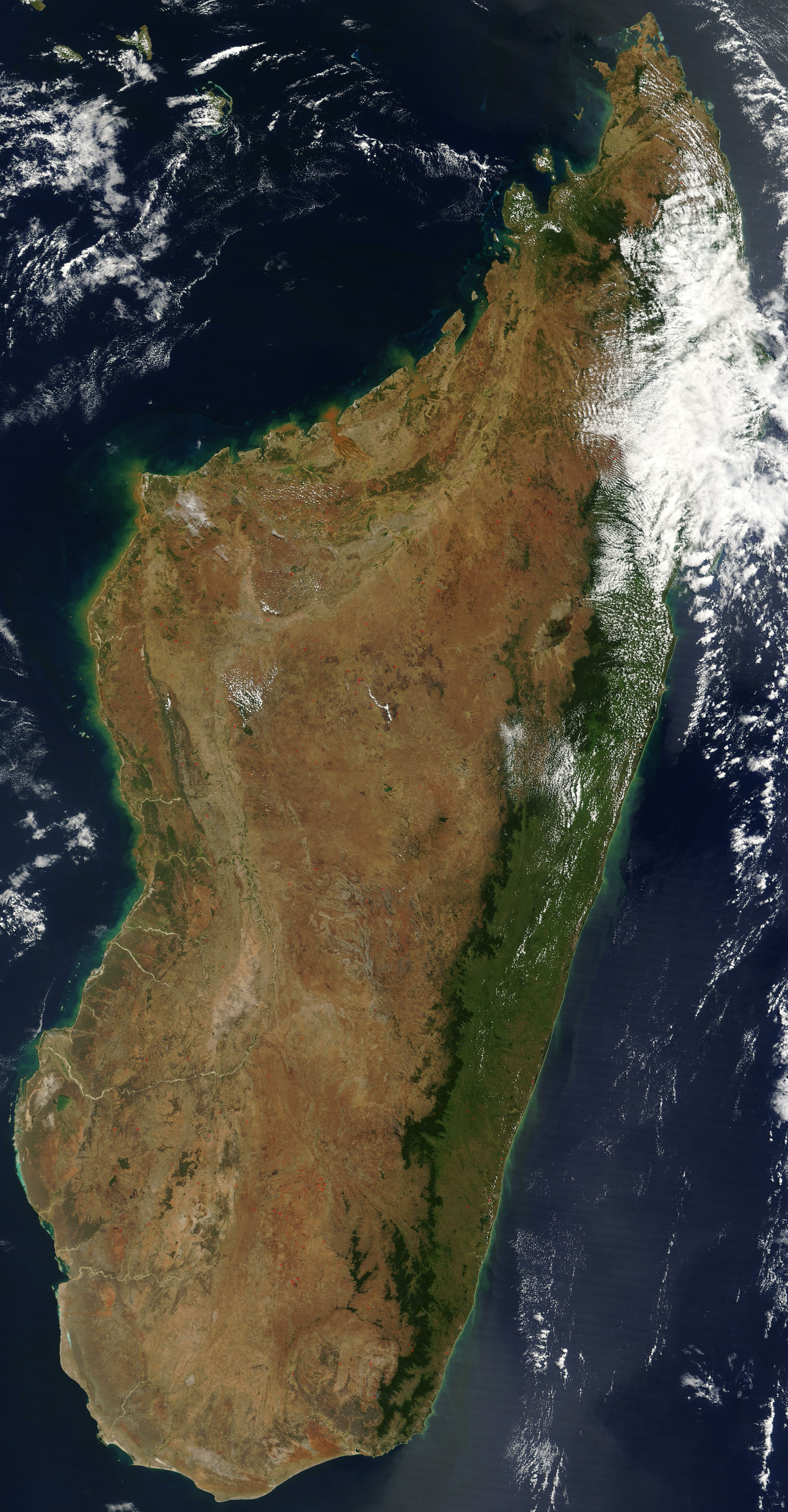
Imagem de satélite da ilha de Madagascar (NASA - Setembro de 2003). Notar a perda de densidade de vegetação no eixo Leste-Oeste, indicando gradiente de umidade.

Lêmures são, naturalmente, endêmicos de Madagascar, a leste da costa de Moçambique (África). Considerando essa localidade, apresentam grande dispersão e ocupam diversos nichos ecológicos, desde a leste, caracterizado por possuir alta umidade até oeste, caracterizado por ser mais árido; além do sul, que pode ser muito mais seco que a região oeste.
Possuem hábito arborícola, entretanto, algumas espécies podem passar algum tempo no solo. O maior número de lêmures é encontrado em regiões com árvores altas e locais beneficiados durante estações chuvosas, pois há maior disponibilidade de alimentos. Por possuir alta habilidade de adaptação às diferentes regiões onde vivem, durante o restante do ano, diversos lêmures deixam estas regiões e buscam outras, onde podem obter mais recursos.
Diversas características ambientais exercem influência na capacidade dos lêmures habitarem determinado local. Cada espécie responde de forma diferente a um mesmo ambiente, principalmente pelas diferenças geradas entre cada uma ao longo de sua história evolutiva. A distribuição e abundância do gênero de árvores Canarium possui grande relação com a distribuição de lêmures como o aie-aie (Daubentonia madagascariensis) (Daubentoniidae). De forma análoga, a presença de arbustos frutíferos, secreções de insetos e árvores produtoras de goma são de grande importância para lêmures onívoros.
Dentre as diversas espécies de lêmures existentes, cada uma possui particularidades no que diz respeito ao ambiente. A estrutura geral do hábitat, diversidade vegetal, aspectos físicos, geológicos e químicos, tipos e tamanho dos alimentos disponíveis geram nichos diferentes, que podem ser melhor explorados por determinadas espécies.
Um comportamento visto em diversos lêmures refere-se ao fato de que em área com média e baixa riqueza de espécies de árvores, eles selecionam partes da floresta que possuem maior diversidade de árvores, buscando alimento nestas áreas e retornando às áreas com menos riqueza, nas quais decidiram habitar. O aspecto favorável deste comportamento refere-se ao fato de que as sazonalidades nas regiões são protegidas, havendo alternância no local em que habitam conforme a disponibilidade de recurso. Entretanto, regiões nas quais há uma grande quantidade de diferentes espécies de lêmures e riqueza de recursos oriundos das árvores pode se tornar pobre nestes recursos devido a grande exploração destas diversas espécies, isso se deve ao fato de que muitos lêmures evitam o custo energético de viajar para outras localidades quando há abundância de recursos no local em que estão, entretanto, com as mudanças geradas nestes microhábitats, os animais se veem obrigados a migrarem.

## Morfologia e anatomia

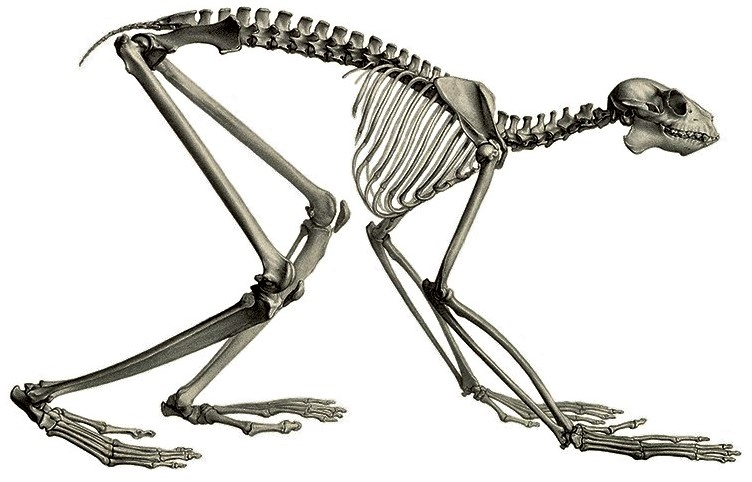
Representação de um esqueleto de indri (Indri indri) (Indriidae). Notar a proporção semelhante entre os membros torácicos e pélvicos, sendo estes pouco maiores que aqueles. A cauda é reduzida nesse gênero.

Os lêmures, em comparação com os antropóides, são animais pequenos, com um cérebro proporcionalmente diminuto em relação a seu tamanho corporal. Em animais quadrúpedes (que é o caso dos lêmures), que correm e escalam, a proporção de tamanho entre os membros torácicos e pélvicos é semelhante, sendo os membros pélvicos pouco maiores que os torácicos. Possuem focinhos longos, com olhos em posição frontal e próximos um ao outro. A posição dos olhos nestes animais promoveu a melhor locomoção em ambientes tridimensionais, ou seja, a locomoção pelas árvores, e facilitam a precisão para coletar e capturar alimentos.

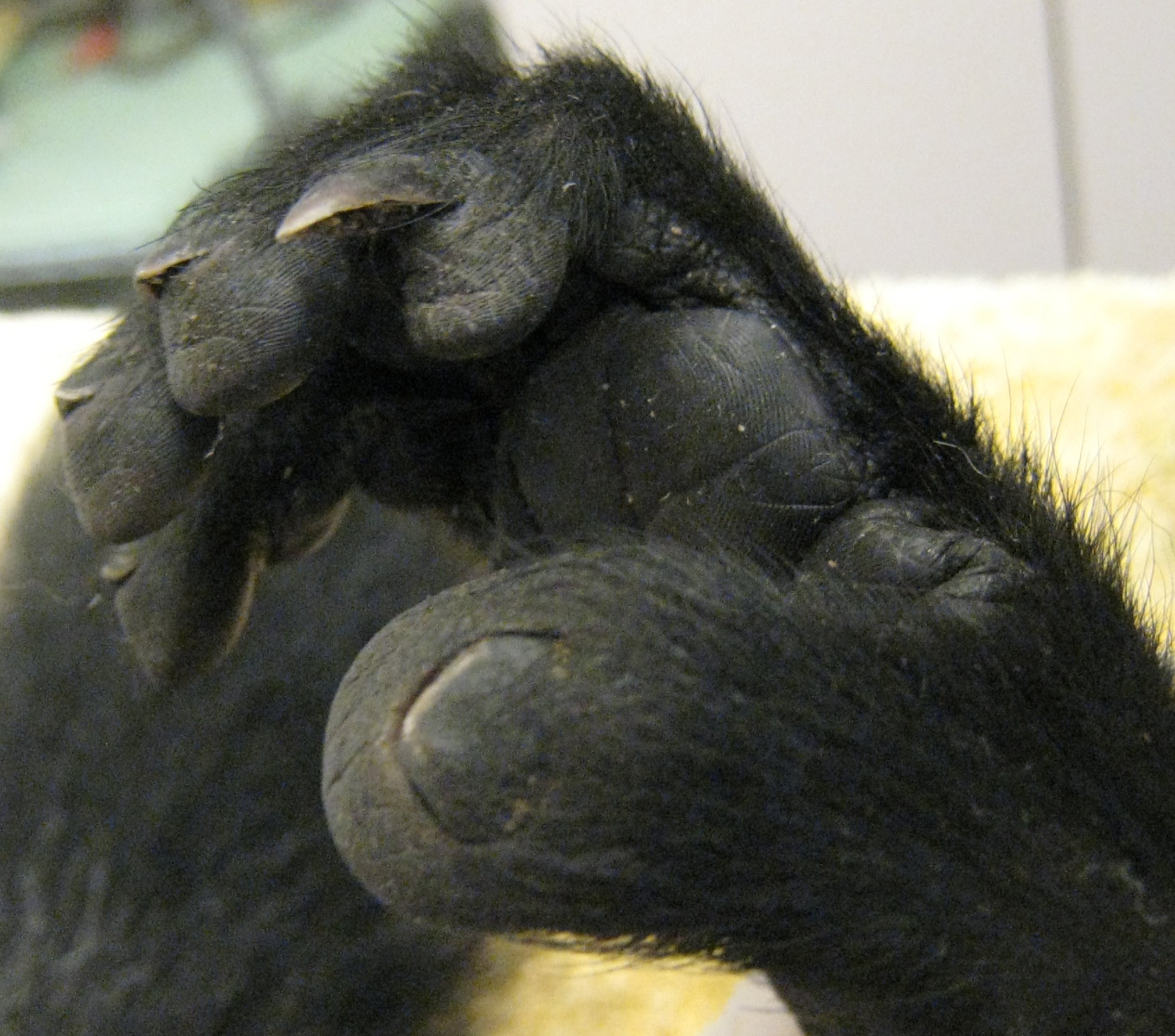
Garra de catação no segundo dedo do pé em Varecia variegata (Lemuridae)

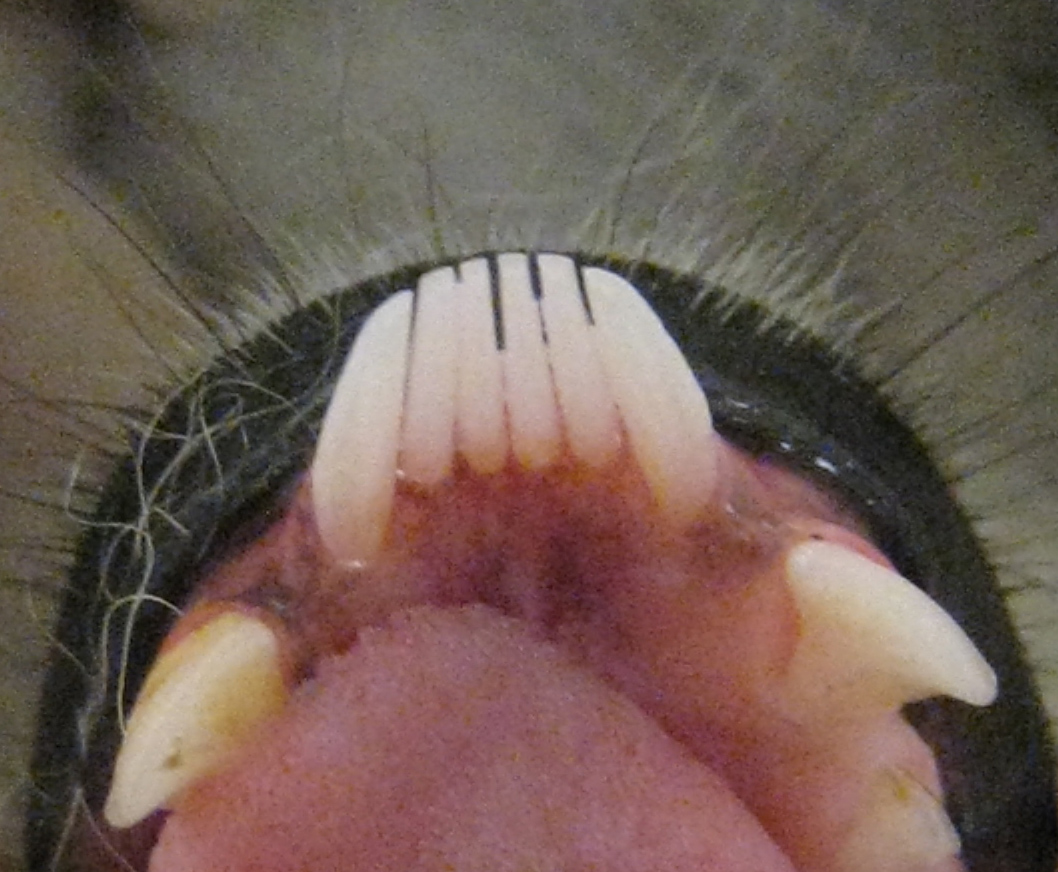
Pente dental da mandíbula de Lemur catta (Lemuridae).

Possuem coxins palmares e plantares com muitos sulcos e estrias, como na maioria dos primatas. Os prossímios, exceto o aie-aie, possuem unhas nos dedos das mãos e na maioria dos dedos dos pés. O aie-aie possui garras em seus dedos, exceto no hálux, onde tem uma unha. Os demais prossímios de Madagascar possuem uma garra no segundo dedo do pé, que é usada para arranhar e, sobretudo, para a catação (para esse hábito, há ainda a presença de um pente dental). Esta conformação também ocorre em prossímios que não habitam Madagascar, sendo que a única exceção é o gênero Tarsius, que possui esta garra no segundo e terceiro dedo do pé. A maior parte dos primatas inferiores possui 5 dedos nos pés, sendo que o hálux encontra-se mais abduzido em relação aos demais, uma das adaptações dos primatas para agarrar-se em troncos de árvores.
Além disso, os dedos dos prossímios podem ser altamente especializados, como no caso do aie-aie. Este animal possui dedos alongados, principalmente o D3 e o D4, que ele utiliza para coletar alimento em troncos de árvores. Com o D3, ele bate levemente nas cascas e, assim, com suas longas e altamente móveis orelhas, este animal consegue detectar e localizar o alimento. Seus longos dedos com garras nas pontas agem como anzóis para retirar larvas de insetos e outros itens alimentícios escondidos dentro de aberturas nas cascas de árvores.
Nos primatas inferiores, o que inclui os lêmures, a área ao redor do nariz e dos lábios é chamada de rinário, uma área com pele úmida e sem pelos, com exceção do gênero Tarsius. Nesse, há uma área de tecido glandular ao redor do focinho, entre o nariz e o lábio inferior; contudo, não há a presença de lábios verdadeiros. O rinário é mais modificado em Galagonidae e no gênero Microcebus, sendo perdido na maioria dos primatas superiores..
A coloração e tamanho da pelagem são principalmente influenciados pelo ambiente. Colorações mais escuras costumam ser encontradas em primatas que vivem em áreas de florestas, enquanto o tamanho da pelagem costuma variar de acordo com o clima, sendo que, em climas mais frios, os pelos costumam ser mais longos e espessos. A ilha de Madagascar possui uma grande variação climática, o que resulta em padrões de pelagem diferentes. Lêmures que vivem em áreas ao leste, que são mais frias e com florestas, apresentam coloração escura na testa, nas margens da face e ao redor dos olhos, possuindo também uma pelagem mais longa nas orelhas. O comprimento dos pelos nas orelhas e nas margens da face também está relacionado com o tamanho do grupo, sendo que espécies que vivem em grupos maiores possuem pelos mais longos.

## Reprodução

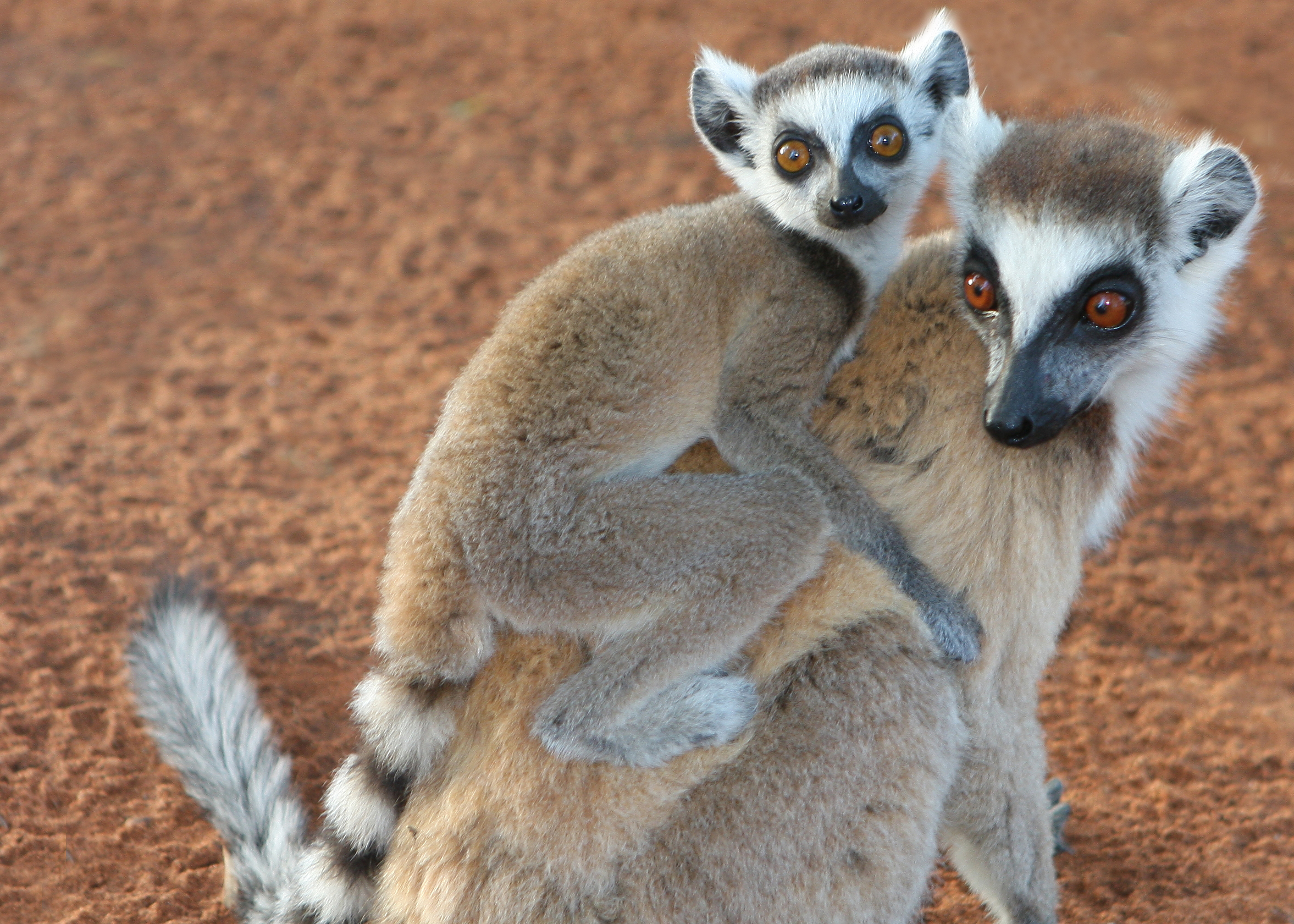
Lemur catta.

As populações de lêmures, em geral, apresentam apenas uma temporada de partos ao ano, que se concentram em um período de um ou dois meses, ocorrendo em períodos diferentes a depender da espécie. As fêmeas podem ser mono ou poliéstricas sazonais, enquanto os machos de algumas espécies podem apresentar variações sazonais no tamanho e função testicular. O ciclo estral destes animais é controlado pelo fotoperiodo, sendo que algumas espécies são de dias longos, como o Microcebus murinus (Cheirogaleidae), e outras de dias curtos, como o Lemur catta (Lemuridae). O estímulo social, como a introdução de machos em um ambiente com fêmeas, e a alteração artificial do fotoperíodo são fatores que podem influenciar o ciclo estral de fêmeas em cativeiro.
Lêmures, em geral, apresentam um curto período de gestação, em comparação com outros primatas de tamanho similar.

## Ecologia

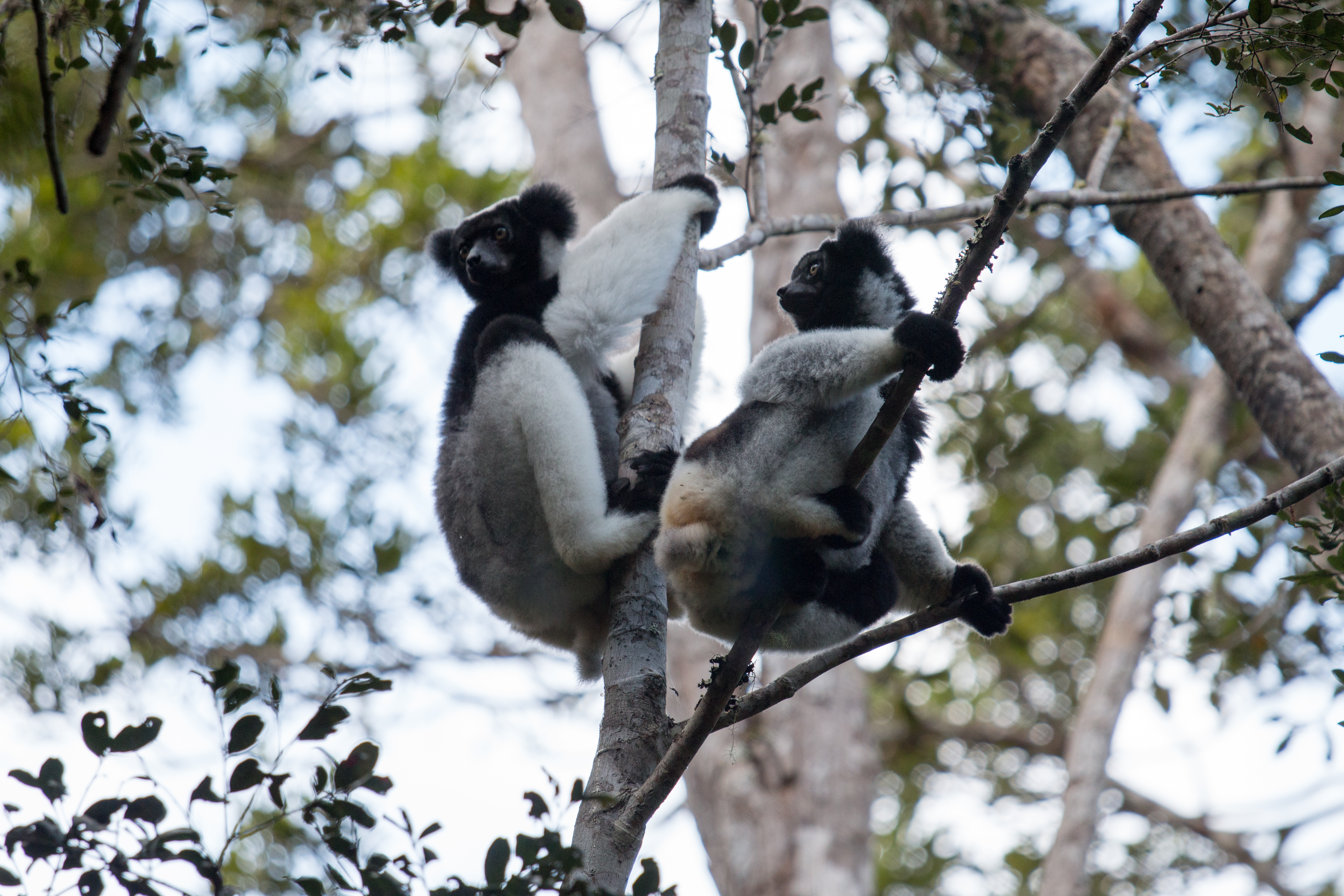
Lêmures indri indri apoiados num galho.

Os lêmures vivem em grupos sociais pequenos, sendo raro encontrar grupos contendo mais de 15 indivíduos, A maior parte das espécies é diurna ou crepuscular, com exceção dos gêneros Cheirogaleus, Microcebus, Mirza, Allocebus, Phaner, Lepilemur, Avahi e Daubentonia, que são noturnos. Os membros da comunidade compartilham uma área de vida que abrange várias áreas centrais usadas preferencialmente por grupos de 2 a 5 indivíduos. É comum que no caso de outros primatas, como os símios, os machos sejam dominantes sobre as fêmeas, ou que haja codominância entre fêmeas e machos. Porém, entre a maioria das espécies de lêmures, suas sociedades são organizadas com a dominância de fêmeas adultas sobre todos os machos. As fêmeas lêmures toleram apenas outras fêmeas da mesma matriz; quando o tamanho do grupo aumenta e o nível de parentesco genético entre seus membros femininos diminui, as fêmeas expulsam outras fêmeas que não possuem semelhanças com o grupo.
Todos os lêmures existentes apresentam hábitos arborícolas, com exceção da espécie Lemur catta (Lemuridae), que também apresenta hábitos terrestres. Possuem poucos predadores, entretanto o principal desses são as fossas, os maiores mamíferos carnívoros encontrados na Ilha de Madagáscar. Outros organismos capazes de predar os lêmures, mas menos usuais, são: jiboias, gaviões e espécies introduzidas. Os lêmures respondem com vocalizações e agitação à presença de cobras, carnívoros e raptores, com diferenciações entre os chamados de alarme para predadores aéreos e terrestres. Os predadores aviários são uma ameaça para os animais jovens, especialmente bebês, enquanto que adultos e também bebês podem estar mais ameaçados pelos predadores mamíferos.

## Alimentação

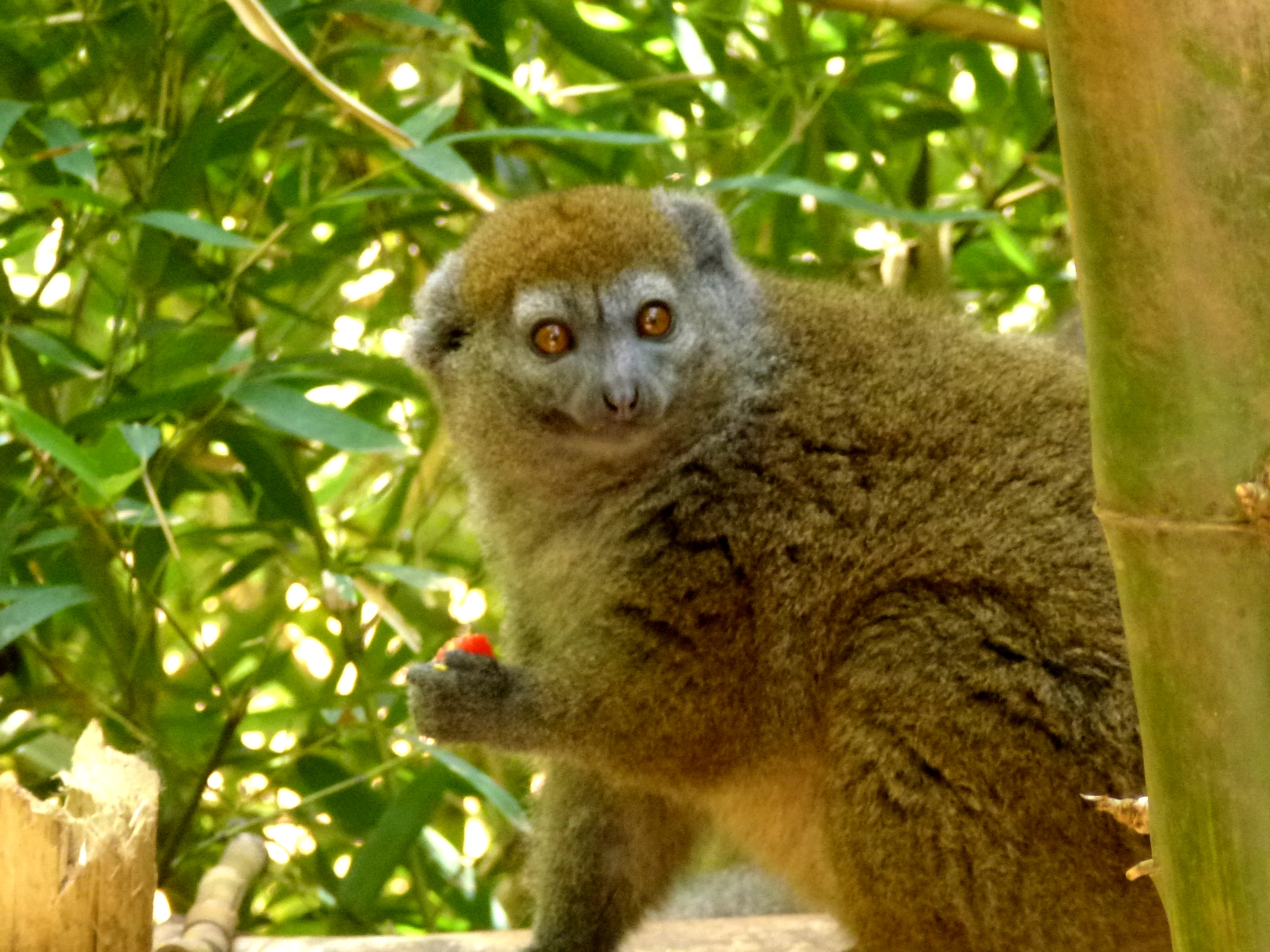
Lêmure grisalho do bambu (Hapalemur griseus) (Lemuridae) alimentando-se.

Lêmures possuem uma dieta muito variada, algumas espécies mais que outras. Essa dieta pode, em geral, variar de folhas jovens a gemas axilares, frutas, flores ou insetos e até mesmo, em algumas espécies, néctar. Tal hábito de alimentar-se de néctar parece ser mais comum entre os lêmures do que entre outros primatas que, mesmo também se alimentando de flores, são pouco capazes de explorar apenas o néctar. Alguns estudos têm proposto a importância de lêmures nectarívoros enquanto polinizadores em regiões como Madagascar, onde morcegos e pássaros nectarívoros são raros ou ausentes.
Além disso, o grupo inclui alguns dos únicos primatas que se alimentam principalmente de folhas em vez de frutas, o que pode ser explicado pelo estudo que mostra a carência de nitrogênio nas frutas de Madagascar, quando comparadas às frutas de outras regiões. Isso sugere que os lêmures adotaram as folhas em sua dieta como forma de compensar essa carência nutricional das frutas.
Os lêmures muitas vezes se afastam grandemente da região em que habitam para buscar alimento. E, dependendo da estação do ano, comem preferencialmente nozes e frutas, possuindo alto conhecimento do que costuma crescer em determinada região e estação do ano.

## Conservação
Os lêmures são considerados os mamíferos que mais correm risco de extinção no mundo. Seus hábitats têm sido massivamente degradados ao longo dos anos, havendo diversas queimadas e desmatamento, além da predação por humanos e tráfico de animais.
As queimadas e desmatamento em Madagascar causam uma brusca mudança no hábitat. As florestas passam a ser ocupadas por agricultura e pecuária, afetando não apenas os lêmures, como todas os outros organismos que vivem nestas regiões.
Evidências geradas por subfósseis permitem concluir que antes do desmatamento causado por humanos, Madagáscar abrigava diversos lêmures que dependiam extensivamente da estrutura das florestas presentes. A distribuição disjunta vista atualmente entre as diversas espécies de lêmures indica que as florestas, em seu platô, eram contínuas o suficiente para permitir migração constante para espécies como o aie-aie, lêmures marrons e outros. Além do mais, evidências oriundas de sequências de paleopólen indicam que durante o platô das florestas de Madagascar, havia um ecossistema extremamente dinâmico, com mudanças bióticas e abióticas muito significativas. Estimativas conservadoras indicam que entre 1950 e 2000 houve perda de aproximadamente 40% da mata original de Madagascar.

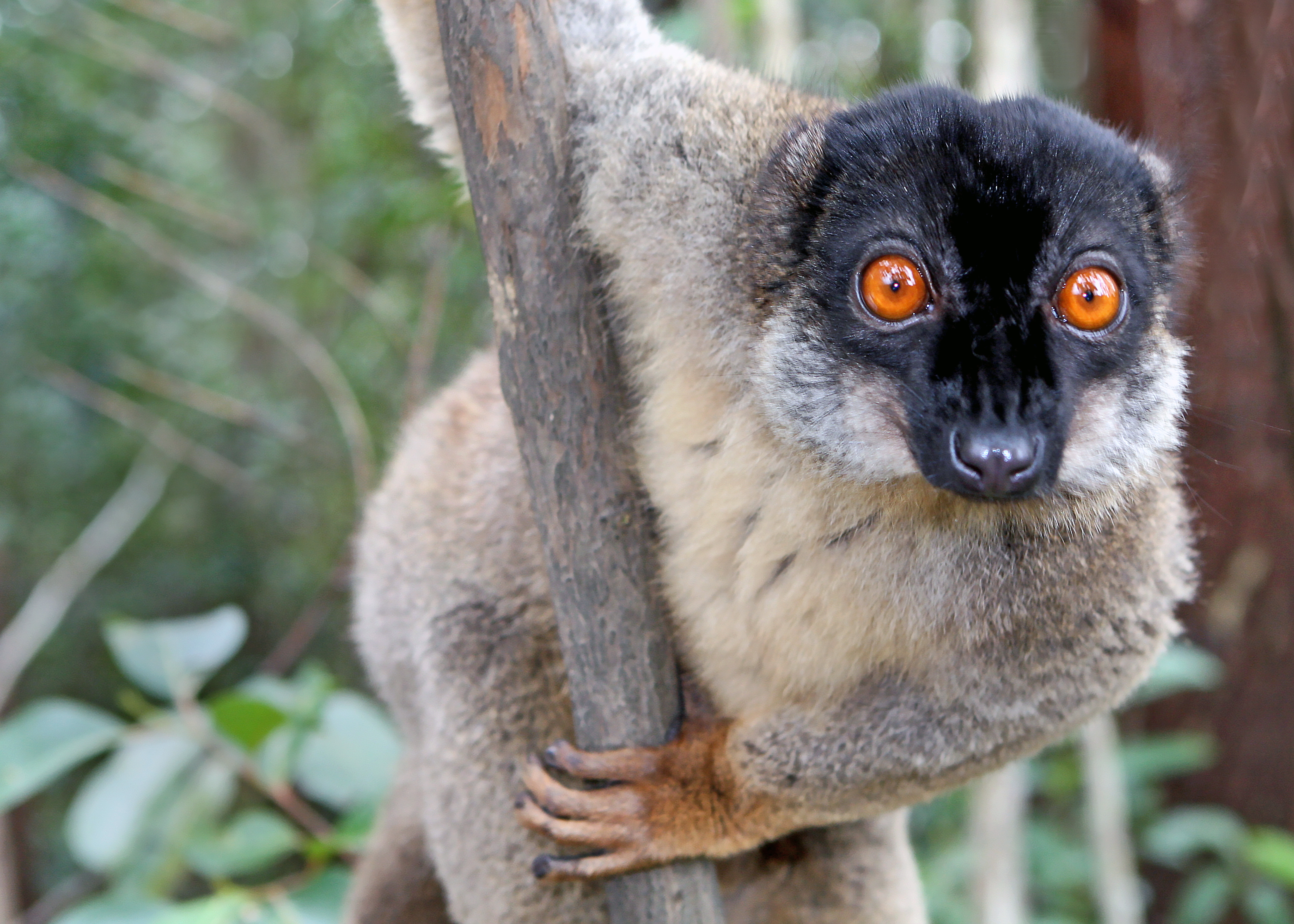
Lêmure do colarinho marrom (Eulemur collaris)

O ecoturismo é uma medida para conter os danos causados às florestas, que impactam diretamente os lêmures e outros animais. Desta forma, tem-se a atenção do público e o ganho econômico gerado por este tipo de atividade estimula o país a conservar o ambiente, além de ser uma fonte de renda e empregabilidade para os moradores da região. Há mais de 20 organizações voltadas para conservação de lêmures, como AEECL, Ary Saina, Aspinall Foundation e outras. Além destas organizações, zoológicos e santuários também possuem a função de conservação destes animais.
Corredores ecológicos têm sido criados ao longo dos anos, com o objetivo de conectar regiões da floresta que sofreram fragmentação devido ao desmatamento. Estes corredores tentam resgatar a continuidade que as florestas possuíam antes dos danos ambientais causados.
A preservação de lêmures e outros animais também é estimulada a partir da cultura pop. Desenhos como Todos saúdem o Rei Julien, no qual a narrativa se dá em uma sociedade governada por um rei lêmure e os filmes Madagascar chamam a atenção do público a estes ambientes e a necessidade de se conservar o hábitat destes animais.